# Mendes (kommun)
Mendes är en kommun i Brasilien.   Den ligger i delstaten Rio de Janeiro, i den sydöstra delen av landet, 900 km sydost om huvudstaden Brasília. Antalet invånare är 17 940. Arean är 77 kvadratkilometer.
Terrängen i Mendes är kuperad österut, men västerut är den platt.
Följande samhällen finns i Mendes:
- Mendes

I omgivningarna runt Mendes växer i huvudsak städsegrön lövskog. Runt Mendes är det ganska tätbefolkat, med 166 invånare per kvadratkilometer.